# 나폴리 전쟁
나폴리 전쟁은 나폴리 왕국과 오스트리아 제국 사이의 분쟁이었다. 1815년 3월 15일, 조아킴 뮈라 왕이 오스트리아에 전쟁을 선포하면서 시작되었고, 1815년 5월 20일 카살란차 조약의 체결로 끝났다. 이 전쟁은 나폴레옹이 유배지에서 돌아온 후 백일 동안에 발생하였고, 나폴레옹이 파리를 떠나 워털루 전투에서 결정적으로 패배하기 전에 일어났다. 이 전쟁은 나폴리에서의 친나폴레옹 반란으로 촉발되었고, 톨렌티노 전투에서 오스트리아의 결정적인 승리로 끝났다. 그 이후 부르봉 왕가의 페르디난도 4세가 나폴리와 시칠리아의 왕으로 복위되었다. 그러나 오스트리아의 개입은 이탈리아 내에서 반감을 일으켰고, 이는 리소르지멘토를 더욱 촉진시켰다.

## 배경
프랑스 혁명 전쟁 이전에 나폴리는 부르봉가의 페르디난도 4세 국왕이 통치했다. 페르디난도는 본래 나폴레옹 보나파르트의 반대편에 서 있었으며, 그에 대항하는 제3차 대프랑스 동맹과 동맹을 맺었다. 그러나 아우스터리츠 전투에서의 패배와 프레스부르크 조약 이후, 페르디난도는 1806년 초 나폴리를 프랑스에 양도해야만 했다.
처음에 나폴레옹의 형인 조제프 보나파르트가 나폴리를 통치했다. 그러다 1808년 조제프가 스페인 국왕이 되자, 나폴레옹은 그의 처남인 조아킴 뮈라를 나폴리 국왕으로 앉혔다. 뮈라는 원래 프랑스에서 사용된 법적 및 사회적 체계를 따라 나폴리를 통치하면서도 나폴레옹의 전역에 참여했다. 그러나 참혹한 라이프치히 전투 이후, 뮈라는 자신의 왕위를 지키기 위해 라 그랑드 아르메를 버렸다. 제6차 대프랑스 동맹에서의 패배가 임박하자, 뮈라는 점점 나폴레옹에게서 멀어졌고, 결국 1814년 1월 오스트리아와 조약을 체결하고 연합군 편에 섰다.
그러나 빈 회의가 진행되면서 페르디난도 왕을 복위시키려는 지지가 커지자 뮈라의 입지는 점점 더 불안정해졌다. 뮈라의 반대자들 중 가장 목소리를 높인 것은 그레이트브리튼 아일랜드 연합왕국이었다. 영국은 뮈라의 왕위 주장을 결코 인정하지 않았으며, 더욱이 시칠리아에서 페르디난도를 보호하여 그가 시칠리아 왕위를 유지하도록 했다. 뮈라가 1815년 3월 1일 엘바섬의 유배지에서 나폴레옹이 탈출할 계획을 통보받자, 뮈라는 다시 나폴레옹과 손을 잡았고, 나폴레옹이 프랑스로 돌아왔다는 소식을 듣자마자 오스트리아에 선전포고했다.

## 전쟁

### 나폴리군의 진격
조아킴 뮈라는 1815년 3월 15일, 나폴레옹이 파리로 돌아와 백일천하가 시작되기 5일 전에 오스트리아에 선전포고했다. 오스트리아군은 뮈라가 몇 주 전에 프랑스 남부를 공격하기 위해 오스트리아 영토를 통과하여 병력을 이동시키겠다는 허가를 신청했을 때 의심을 품고 전쟁에 대비하고 있었다. 오스트리아는 전쟁이 선포되기 전에 하인리히 폰 벨레가르데 백작의 지휘 아래 롬바르디아주에 주둔한 군대를 증강했다.
전쟁 시작 시 뮈라의 군대는 7,000명의 기병과 90문의 대포를 포함하여 82,000명이라고 보고되었는데, 이는 이탈리아인들이 그의 대의에 동참하도록 독려하기 위해 크게 과장된 수치였다. 실제 병력은 약 50,000명 정도였다.
시칠리아로부터의 침공에 대비하여 내무 예비군을 남겨둔 채, 그는 두 개의 정예 근위 사단을 교황령으로 보내 교황을 제노아로 도피하게 만들었다. 나머지 군대와 함께 뮈라는 안코나에 사령부를 설치하고 볼로냐로 향하는 도로를 따라 진격했다. 3월 30일, 뮈라는 리미니에 도착하여 이탈리아 민족주의자들에게 전쟁을 촉구하는 유명한 리미니 선언을 발표했다.
이탈리아 국민들은 이탈리아에서 증가하는 오스트리아의 영향력을 두려워했기 때문에 대부분 오스트리아를 경계했다. 빈 회의에서 합의된 조건에 따라, 나폴레옹의 침공 19년 만에 밀라노 공국에 오스트리아의 직접 통치가 복원되었다. 합스부르크 왕자들은 또한 토스카나 대공국과 모데나 공국에서 복위되었다.
뮈라는 나폴리에 주둔한 오스트리아군이 너무 많을 것이며, 이탈리아 국민이 그의 대의를 지지하며 봉기할 것이라고 기대했다. 그러나 그러한 일반적인 봉기는 발생하지 않았으며, 어떠한 소요도 오스트리아 당국에 의해 빠르게 진압되었고, 뮈라는 나폴리 외부에서 기꺼이 무기를 들고 그의 대의에 참여할 이탈리아인을 거의 찾지 못했다. 많은 이들이 뮈라를 이탈리아 통일의 등불이라기보다는 자신의 왕관을 지키려 애쓰는 인물로 보았다.
이때쯤 롬바르디아주의 오스트리아군 병력은 60,000명으로 증가했고, 뮈라에 맞설 병력을 맡은 사령관은 프리몬트 남작이었다. 이 군대는 원래 나폴레옹이 돌아온 후 프랑스 남부를 침공할 예정이었으나, 이제는 다가오는 나폴리군에 맞서기 위해 전환되어야 했다. 프리몬트는 피아첸차로 사령부를 옮겨 밀라노에 대한 어떠한 잠재적 진격도 막으려 했다.
한편, 뮈라가 리미니 선언을 발표한 같은 날, 비앙키 장군이 지휘하는 오스트리아 전위대가 체세나 근처의 교전에서 격퇴되었다. 비앙키는 모데나로 후퇴하여 파나로 강 뒤에 방어선을 구축했으며, 이는 뮈라가 4월 3일 볼로냐를 점령하도록 허용했다.
뮈라는 파나로 전투에서 비앙키와 다시 교전했고, 오스트리아군은 패배하여 격퇴되었다. 오스트리아 전위대는 보르고포르테로 후퇴할 수밖에 없었고, 나폴리군은 모데나로 진격할 수 있었다.
전투 후, 카라스코사 장군이 지휘하는 사단은 즉시 모데나, 카르피, 그리고 레조에밀리아를 점령했으며, 뮈라는 페라라로 향했다. 그러나 페라라의 수비대는 나폴리군이 성채를 점령하려는 최선을 다한 노력에도 불구하고 버텨냈고, 이는 수많은 나폴리군 병력을 값비싼 공방전에 묶어두었다.
4월 8일, 뮈라는 포강을 건너 마침내 오스트리아가 통제하는 이탈리아에 발을 디디려 시도했다. 뮈라는 이때까지 이탈리아 주민들로부터 거의 지원을 받지 못했지만, 포 강 북쪽의 직접적인 오스트리아 통치 지역에서 더 많은 지지를 얻을 수 있기를 바랐다.
이 지역은 한때 프랑스의 위성 공화국인 이탈리아 왕국의 일부였으며, 약 40,000명의 병력, 대부분 나폴레옹 전역의 베테랑들이 뮈라가 밀라노에 도착하면 합류할 준비가 되어 있다고 보고되었다. 그는 오키오벨로 마을에서 강을 건너기로 선택했다. 그곳에서 뮈라는 프리몬트가 지휘하는 오스트리아군 주력과 마침내 교전했다.
한편, 뮈라가 교황령으로 보낸 두 근위 사단은 방해받지 않고 토스카나주로 진입했으며, 4월 8일까지 토스카나 대공국의 수도인 피렌체를 점령했다. 대공은 피사로 도피했고, 누겐트 장군이 지휘하는 피렌체의 오스트리아 수비대는 피스토이아로 후퇴할 수밖에 없었고, 나폴리군이 추격했다.
그러나 북쪽에서 증원군이 도착하고 그의 군대가 강력한 방어 진지에 있었기 때문에 누겐트는 방향을 바꾸어 나폴리군의 추격을 저지할 수 있었다. 뮈라와 나폴리군은 그들의 전역의 정점에 도달했다.

### 오스트리아군의 반격
오키오벨로 전투는 전쟁의 전환점이 되었다. 뮈라가 포 강을 건너려던 시도는 실패로 돌아갔고, 이틀간의 치열한 전투 끝에 나폴리군은 2,000명 이상의 사상자를 낸 후 후퇴했다. 설상가상으로 그레이트브리튼 아일랜드 연합왕국은 뮈라에 대해 전쟁을 선포하고 함대를 이탈리아로 파견했다.
한편, 프리몬트는 페라라 수비대를 구원하기 위해 반격을 명령했다. 그는 비앙키가 지휘하는 군단을 카르피로 진격시키도록 명령했는데, 이곳은 구글리엘모 페페가 지휘하는 여단이 방어하고 있었다.
다른 부대에는 페페의 퇴각로를 차단하라는 명령이 내려졌다. 그러나 모데나 주변의 나폴리군을 지휘하던 카라스코사는 오스트리아군의 함정을 알아차리고 파나로 강 뒤의 방어선으로 후퇴하라고 명령했고, 그곳에서 레조에밀리아와 모데나에서 철수했던 나머지 사단과 합류했다.
그러나 카라스코사의 후퇴 후에도 뮈라는 여전히 페라라에서 공방전을 계속할 수 있는 위치에 있었다. 이에 프리몬트는 나이페르크 장군이 지휘하는 군단에게 그의 참호화된 우측 측면을 공격하도록 명령했다. 4월 12일, 카살리아 전투에서의 격렬한 전투 끝에 나폴리군은 참호화된 진지에서 밀려났다.
뮈라는 페라라 공방전을 포기하고 볼로냐로 향하는 도로로 후퇴할 수밖에 없었다. 4월 14일, 프리몬트는 파나로 강을 강제로 건너려 시도했으나 격퇴되었다. 그러나 단 이틀 후, 뮈라와 그의 군대는 볼로냐에서 후퇴했고, 볼로냐는 오스트리아군에게 빠르게 탈환되었다.
한편 토스카나주에서 뮈라의 두 근위 사단도 누겐트에게 전혀 방해받지 않고 불가사의하게 후퇴했다. 4월 15일, 오스트리아군은 피렌체를 탈환했고, 이 소식이 뮈라에게 전해지자 그는 주력 부대에게 원래 본부인 안코나로 총후퇴를 명령했다.
이제 피렌체로 가는 길이 열리고 이탈리아반도가 눈앞에 펼쳐지자 프리몬트는 두 개의 군단을 남쪽으로 보내 뮈라를 완전히 처리하도록 명령했다. 비앙키의 군단은 피렌체를 경유하여 폴리뇨로 진격하여 나폴리군의 후방을 위협하고 직접적인 퇴각로를 차단하라는 명령을 받았으며, 나이페르크의 군단은 뮈라가 안코나로 후퇴할 때 그를 직접 추격하도록 파견되었다.
전쟁이 오스트리아에 유리하게 전개되자 프리몬트는 프랑스 침공을 준비하기 위해 현재 집결하고 있는 군대를 감독하기 위해 롬바르디아로 돌아가라는 명령을 받았다. 오스트리아군의 상당 부분도 소환되어 이탈리아에는 총 35,000명 정도의 오스트리아군 세 개 군단만이 남았다.
뮈라는 자신의 근위 사단이 비앙키와 누겐트의 진격을 저지할 수 있을 것이라고 너무 믿어, 론코 강과 사비오 강에서 추격을 저지하기 위해 돌아섰음에도 불구하고 천천히 후퇴했다.
그러나 오스트리아 전위대는 체세나티코와 페사로에서 후퇴하는 나폴리군을 두 번이나 기습했다. 뮈라는 후퇴를 서둘렀고, 4월 말에는 그의 주력 부대가 안코나에 안전하게 도착하여 두 근위 사단과 재회했다.

### 톨렌티노 전투
한편, 비앙키의 군단은 빠르게 진격했다. 4월 20일 피렌체에 도착한 그들은 4월 26일에는 목표인 폴리뇨에 도달하여 이제 뮈라의 퇴각로를 위협하게 되었다. 나이페르크의 군단은 여전히 추격 중이었고, 4월 29일에는 그의 전위대가 파노에 도착했는데, 이는 겨우 이틀 행군 거리였다.
그러나 두 오스트리아군은 분리되어 있었고, 뮈라는 나이페르크에게로 돌아서기 전에 비앙키를 빠르게 격퇴하기를 바랐다. 워털루 이전의 나폴레옹의 전술처럼, 뮈라는 카라스코사가 지휘하는 사단을 북쪽으로 보내 나이페르크를 저지하는 동안 주력 부대는 서쪽으로 향하여 비앙키에 맞섰다.
뮈라는 원래 톨렌티노 마을 근처에서 비앙키에 맞설 계획이었으나, 4월 29일 비앙키의 전위대가 그곳의 소규모 나폴리 수비대를 몰아내는 데 성공했다. 먼저 도착한 비앙키는 톨렌티노 동쪽 언덕 주변에 방어 진지를 구축했다.
뒤에서 나이페르크의 군대가 접근해오자 뮈라는 1815년 5월 2일 톨렌티노 전투에서 전투를 벌일 수밖에 없었다. 이틀간의 결론 없는 전투 끝에 뮈라는 나이페르크가 스카페차노 전투에서 카라스코사를 압도하고 격퇴했으며 접근하고 있다는 소식을 들었다. 불가피함을 직감한 뮈라는 후퇴를 명령했다.
이 전투는 나폴리군 병사들의 사기를 심각하게 떨어뜨렸고, 많은 고위 장교들이 전투에서 사상자가 되었다. 패잔병이 된 나폴리군은 혼란 속에서 후퇴했다. 5월 5일, 영국-오스트리아 연합 함대가 안코나를 봉쇄하기 시작했고, 결국 도시의 모든 수비대를 포로로 잡았다.
5월 12일까지 비앙키는 자신의 군단과 나이페르크의 군단 모두를 지휘하게 되었고, 라퀼라 마을과 그 성을 점령했다. 오스트리아군 주력은 이제 포폴리로 진격하고 있었다.
이 기간 동안 누겐트 장군은 피렌체에서 계속 진격했다. 4월 30일 로마에 도착하여 교황이 돌아갈 수 있도록 한 후, 누겐트는 체프라노로 진격했다. 5월 중순까지 누겐트는 산 제르마노(현재 카시노)에서 뮈라를 가로막았다.
이곳에서 뮈라는 누겐트의 진격을 저지하려 했으나, 비앙키가 지휘하는 오스트리아군 주력이 추격해오자 뮈라는 5월 16일 작전을 중단할 수밖에 없었다. 곧이어 오스트리아군은 칼비 근처에서 합류하여 나폴리로 진격하기 시작했다.
뮈라는 영국 함대가 나폴리를 봉쇄하고 항구에 있던 모든 나폴리 포함을 파괴한 후 덴마크 선박의 선원으로 위장하여 코르시카로, 나중에는 칸으로 도피할 수밖에 없었다.
5월 20일, 나폴리 장군 페페와 카라스코사는 평화를 요청하고 오스트리아군과 카살란차 조약을 체결하며 전쟁을 종결시켰다. 5월 23일, 오스트리아군 주력은 나폴리에 입성하여 페르디난도 왕을 나폴리 왕위에 복위시켰다.
한편 뮈라는 자신의 왕국을 되찾으려 시도했다. 망명에서 돌아온 그는 1815년 10월 8일 피초에 28명의 병사와 함께 상륙했다. 그러나 몇 달 전의 나폴레옹과는 달리 뮈라는 따뜻한 환영을 받지 못했고, 곧 부르봉군에 의해 생포되었다.
피초에 상륙한 지 5일 후, 그는 마을 성에서 총살당했고, 총살대에게 자신의 얼굴은 피하도록 간청했다. 이로써 나폴리 전쟁의 마지막 장이 끝났다.

## 여파
전쟁이 끝난 직후, 나폴리 왕국과 시칠리아 왕국은 마침내 통합되어 양시칠리아 왕국이 탄생했다. 두 왕국은 1735년부터 같은 왕에 의해 통치되었지만, 공식적인 통합은 1816년까지 이루어지지 않았다. 나폴리의 페르디난도 4세이자 시칠리아의 페르디난도 3세는 양시칠리아의 페르디난도 1세가 되었는데, 그는 스페인의 부르봉 군주였다. 한편 오스트리아군은 북이탈리아에서 얻은 영토를 롬바르디아 베네치아 왕국으로 통합했다.
조아킴 뮈라는 자신의 왕위를 지키거나 리미니 선언으로 대중적인 민족주의 운동을 시작하는 데 실패했지만, 간접적으로 그리고 의도치 않게 이탈리아 통일에 대한 열망을 불러일으켰다. 실제로 일부는 리미니 선언을 리소르지멘토의 시작으로 간주한다. 오스트리아의 개입은 합스부르크 왕가가 통일에 대한 가장 강력한 단일 적대자라는 사실을 더욱 부각시켰고, 이는 결국 스페인 부르봉가와 오스트리아에 대항하는 세 차례의 독립 전쟁으로 이어졌다.

## 같이 보기
- 나폴리 역사
- 나폴레옹 전쟁
- 리소르지멘토
- 나폴레옹 시대 연표